# CSM Constanța (rugby à XV)
 (juin 2023).
Si vous disposez d'ouvrages ou d'articles de référence ou si vous connaissez des sites web de qualité traitant du thème abordé ici, merci de compléter l'article en donnant les références utiles à sa vérifiabilité et en les liant à la section « Notes et références ».
En pratique : Quelles sources sont attendues ? Comment ajouter mes sources ?
Ne doit pas être confondu avec RCJ Farul Constanța.
Maillots
Le CSM Constanța (Club Sportiv Municipal Constanța) est la section rugby à XV du club omnisports basé à Constanța. Créé en 2021, il succède au club du Farul disparu quelques années plus tôt. L'équipe première évolue en Liga Națională, la première division roumaine.
Le club joue ses matchs à domicile à la base sportive de Mangalia, à une quarantaine de kilomètres de Constanța.

## Historique
L'équipe des moins de 20 ans est championne de Roumanie le 20 mai 2023, face au Dinamo Bucarest.
Le club engage dans le championnat senior un effectif très jeune (21 ans de moyenne d'âge) et 100 % roumain. L'équipe première dispute son tout premier match en Liga Națională le 27 mai 2023, sur le terrain du RC Gura Humorului (victoire 28-9). En vue de la deuxième phase du championnat, qui s'annonce plus relevée, le club se renforce en recrutant cinq joueurs fidjiens.